# JoeyStarr
Didier Morville (Saint-Denis, 27 oktober 1967), beter bekend als JoeyStarr,op  is een Franse rapper en acteur van Martinikaanse afkomst. Hij werd in de jaren negentig bekend als lid van de controversiële rapgroep Suprême NTM en was oprichter van het platenlabel BOSS. Zijn rapcarrière wordt door rebels en gewelddadig gedrag regelmatig overschaduwd door rechtszaken en (gevangenis)straffen. Paradoxaal genoeg hebben JoeyStarr's aanvaringen met justitie zijn populariteit nooit ondermijnd. Hij heeft als artiest een stevige reputatie in het Franse rapcircuit.

## Levensloop

### Jeugdjaren
JoeyStarr maakte een moeilijke jeugd door. Hij woonde bij zijn gewelddadige vader, waardoor hij in zijn tienerjaren ervoor koos zijn woning te verlaten en te gaan zwerven. Als dakloze bracht hij veel tijd door in metro's en catacombes, en raakte hij aan de drugs. Tot na de eerste release van het eerste NTM album was JoeyStarr zelfs niet in staat zijn cheques te innen, omdat hij geen vast adres had. JoeyStarr begon zich te interesseren in breakdance en graffiti, en leerde hiermee in 1983 Kool Shen kennen, met wie hij in 1988 de rapgroep NTM oprichtte.

### Suprême NTM (1988-1998)
De groep werd zeer populair in de jaren 1990. De groep werd ook gevraagd enkele nummers te leveren voor de soundtrack van de film La Haine. De teksten werden herkend door jongeren uit de banlieues en al snel bereikte NTM een grote populariteit.
Ondanks het grote succes van de groep, vielen de nummers niet bij iedereen in de smaak. Maatschappelijke en sociale problematiek werd vaak met expliciete teksten aangekaart. Het nummer Police, liet niets aan de verbeelding over. De rappers klaagden in het nummer onder meer politiegeweld en rassenprofilering en -discriminatie aan. Vanwege de teksten, die volgens tegenstanders zouden aanzetten tot geweld tegen de politie, werd de groep in 1996 gestraft door het Gerechtshof van Toulon, met een gevangenisstraf van drie maanden en een rapverbod van 6 maanden. De rappers gingen in een hoger beroep en kregen in 1997 een boete van 50.000 francs en een celstraf van twee maanden voorwaardelijk. Deze zaak ging in de media te boek als L'affaire NTM (de zaak NTM).
In datzelfde jaar bracht NTM ook de CD "Paris sous les bombes (Bommen op Parijs)" uit. Deze CD werd bekroond met platina en ging meer dan 200.000 keer over de toonbank. Verderbouwend op het succes van NTM wilde Kool Shen zich vanaf 1998 gaan richten op soloprojecten. De samenwerking tussen hem en JoeyStarr werd steeds moeilijker, waarna de groep opgeheven werd.

### Solocarrière

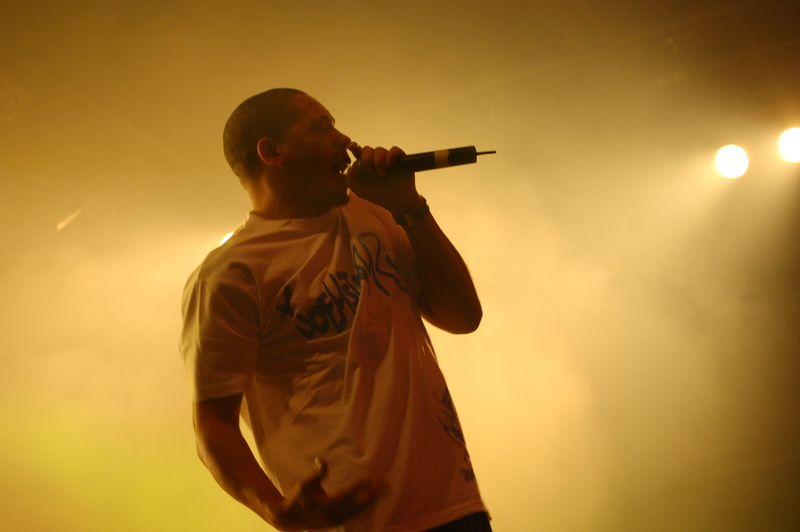
Joeystarr live in Saint-Brieuc.

Een debuut van JoeyStarrs solocarrière heeft door meerdere wetsovertredingen lang op zich doen wachten. In 2002 verscheen zijn eerste single Gaz-L, maar een album kwam pas 16 jaar na de opheffing van NTM, in 2006. Het album dat aanvankelijk de naam Sound System zou dragen, was direct omstreden vanwege het kritische nummer "Sarkozy". In het nummer werd uitgehaald naar de toenmalige minister van Binnenlandse Zaken, Nicolas Sarkozy, nadat die had verklaard de Franse banlieues te willen zuiveren van de welig tierende misdaad door middel van een hogedrukreiniger. Nadat dit nummer onder druk van de platenmaatschappijen van het album gehaald werd, verscheen dan toch op 16 oktober 2006 zijn eerste soloalbum, uiteindelijk genaamd Gare au Jaguarr.
Het album moest echter twee weken nadat het werd uitgebracht de winkels uit, omdat de rechten van de instrumental voor het nummer Gare au Jaguarr, waarin het lied Gare au Gorille van Georges Brassens werd gesampled, niet in orde zouden zijn. Het album werd daarna opnieuw op correcte wijze heruitgegeven zonder het nummer. Het muziekalbum werd goed onthaald door zowel de critici als het grote publiek in België, Zwitserland en Frankrijk, waar het onder meer een derde plaats behaalde in de nationale albumcharts. Het album kent met J'arrive een krachtige en energieke introductie en kondigt tekstueel een confrontatie aan, verwijzend naar de volgende tracks op het album. Van de nummers op het album werden Pose Ton Gun II en Métèque gekozen om te worden uitgebracht als singles. Toch werd het nummer Bad Boy veelal besproken, omdat dit nummer een diss bevat die gericht is naar een aantal Franse rappers, waaronder Naja (voormalig rapper van zijn label BOSS), MC Jean Gab'1 en zijn voormalige kompaan Kool Shen (voorheen rapper NTM).

## Schandalen
In Frankrijk komt Joeystarr met regelmaat in opspraak met justitie. Zijn leven is een aaneenschakeling van schandalen en doordat hij voortdurend in aanvaring komt met justitie, leverde dit hem de bijnaam Boss of Scandals op. Door rechtszaken en (gevangenis)straffen wordt zijn rapcarrière veelal overschaduwd.
In 1997 kreeg JoeyStarr wegens de beledigende teksten naar de politie in het nummer "Police" van Suprême NTM een rapverbod van 6 maanden, een boete van 50.000 francs en een voorwaardelijke celstraf van 2 maanden. In 1999 kreeg de rapper een celstraf van 2 maanden wegens het mishandelen van een stewardess. In 1999 werd een celstraf van 6 maanden opgelegd voor de mishandeling van zijn ex-vriendin. In 2000 ontving de rapper een boete van 12.000 francs wegens het toepassen van agressie op een voorbijganger. In 2001 werd JoeyStarr verdacht van medeplichtigheid in een cocaïnehandel. Bij een huiszoeking werden er cocaïne, hasjiesj en een vuurwapen aangetroffen. De rapper werd een celstraf opgelegd van 1 maand met een boete van 15.000 euro. In 2002 werd hij beboet nadat hij op de nationale televisie uit frustratie zijn huisdier (een berberaap) op een brute wijze sloeg. In 2003 kreeg de rapper een celstraf van 4 maanden wegens het spugen op politieagenten. In 2005 werd JoeyStarr onder toezicht gehouden nadat hij op illegale wijze probeerde een rijbewijs te bemachtigen.

## Discografie

### Hitsingles
| Single met eventuele hitnotering(en) in de Nederlandse Top 40 | Datum van verschijnen | Datum van binnenkomst | Hoogste positie | Aantal weken | Opmerkingen   |
| ------------------------------------------------------------- | --------------------- | --------------------- | --------------- | ------------ | ------------- |
| Gaz-L                                                         | 28-01-2002            | -                     | -               | -            | -             |
| Pose Ton Gun (partie II)                                      | 13-10-2006            | -                     | -               | -            | -             |
| Métèque                                                       | 17-01-2007            | -                     | -               | -            | -             |
| Jour de sortie                                                | 16-09-2011            | -                     | -               | -            | -             |
| Mamy                                                          | 20-01-2012            | -                     | -               | -            | met Nicoletta |

### Albums
| Album met eventuele hitnotering(en) in de Nederlandse Album Top 100 | Datum van verschijnen | Datum van binnenkomst | Hoogste positie | Aantal weken | Opmerkingen                    |
| ------------------------------------------------------------------- | --------------------- | --------------------- | --------------- | ------------ | ------------------------------ |
| My Playlist: By Joeystarr                                           | 2006                  | -                     | -               | -            | Verzamelalbum; zijn favorieten |
| Gare au Jaguarr                                                     | 2006                  | -                     | -               | -            | Debuutalbum                    |
| Armageddon                                                          | 2011                  | -                     | -               | -            | Mixtape                        |
| Egomaniac                                                           | 2011                  | -                     | -               | -            | Tweede studioalbum             |

## Filmografie
Als acteur speelde Joeystarr onder andere in:

## Wetenswaardigheden
- In de Franse poppenshow "Les Guignols de l'info", is een pop van JoeyStarr aanwezig.
- JoeyStarr is een aanhanger van de Franse communistische politicus Olivier Besancenot.

- Bibliothèque nationale de France: cb14031749v (data)
- Gemeinsame Normdatei: 1017246947
- International Standard Name Identifier: 0000 0000 5378 628X
- Library of Congress Control Number: no2007031452
- MusicBrainz: 20c6e313-e93d-4972-a164-403447bbe001
- SNAC: w6bg3dhk
- Système universitaire de documentation: 108436381
- Virtual International Authority File: 29732273
- WorldCat: E39PBJmpbxy6YTcKYVbDdfvCQq